# Unchained
『Unchained』（アンチェインド）は、BoAの日本初のミニアルバム。

## 概要
日本初のミニアルバム。2形態［CDのみ］［CD+DVD(mu-moショップ＆SOULショップ限定)］
※ライブツアー『BoA THE LIVE 2018〜Unchained〜』のライブチケットとセットになっている商品。

## 収録曲
CD
1. close to me (Unchained Ver.)
2. Make Me Complete (Unchained Ver.)
3. Only One (Unchained Ver.)
4. FLY (Unchained Ver.)
5. 私このままでいいのかな (Unchained Ver.)

DVD
1. 私このままでいいのかな -Music Video-
2. 私このままでいいのかな -Music Video Making Clip-